# Lista de prefeitos de Presidente Kennedy (Espírito Santo)
Esta é a lista de prefeitos do município de Presidente Kennedy, estado brasileiro do Espírito Santo.
| Nº | Nome                                                             | Imagem                                       | Partido                                          | Início do mandato       | Fim do mandato                          | Observações                                                                                       |
| 1  | Irysson da Silva                                                 |                                              | Partido Social Progressista PSP                  | 4 de abril de 1964      | 27 de abril de 1965                     | Interventor nomeado pelo Governador Francisco Lacerda de Aguiar                                   |
| 2  | Virgílio Bresinski                                               |                                              | Partido Social Progressista PSP                  | 28 de abril de 1965     | 30 de janeiro de 1966                   | Interventor nomeado pelo Governador Francisco Lacerda de Aguiar                                   |
| 3  | Manoel Fricks Jordão                                             |                                              | Aliança Renovadora Nacional ARENA                | 31 de janeiro de 1966   | 30 de janeiro de 1971                   | Prefeito eleito em sufrágio universal                                                             |
| 4  | Vilmo Ornelas Sarlo                                              |                                              | Movimento Democrático Brasileiro MDB             | 31 de janeiro de 1971   | 30 de janeiro de 1973                   | Prefeito eleito em sufrágio universal                                                             |
| 5  | Manoel Fricks Jordão                                             |                                              | Aliança Renovadora Nacional ARENA                | 31 de janeiro de 1973   | 31 de janeiro de 1977                   | Prefeito eleito em sufrágio universal                                                             |
| 6  | José Hernandes Folgoso                                           |                                              | Aliança Renovadora Nacional ARENA                | 1° de fevereiro de 1977 | 31 de janeiro de 1983                   | Prefeito eleito em sufrágio universal                                                             |
| 7  | Edilson de Souza Fricks                                          |                                              | Partido Democrático Social PDS                   | 1° de fevereiro de 1983 | 31 de dezembro de 1988                  | Prefeito eleito em sufrágio universal                                                             |
| 8  | Paulo dos Santos Burguês                                         |                                              | Partido da Frente Liberal PFL                    | 1° de janeiro de 1989   | 31 de dezembro de 1992                  | Prefeito eleito em sufrágio universal                                                             |
| 9  | Daniel Vantil (Cachoeiro de Itapemirim, 16.02.1945–)             |                                              | Partido do Movimento Democrático Brasileiro PMDB | 1° de janeiro de 1993   | 31 de dezembro de 1996                  | Prefeito eleito em sufrágio universal                                                             |
| 10 | Paulo dos Santos Burguês                                         |                                              | Partido da Mobilização Nacional PMN              | 1° de janeiro de 1997   | 31 de dezembro de 2000                  | Prefeito eleito em sufrágio universal                                                             |
| 11 | Aluizio Carlos Corrêa (São João da Barra, 10.05.1957–)           |                                              | Partido da Reconstrução Nacional PRN             | 1° de janeiro de 2001   | 31 de dezembro de 2004                  | Prefeito eleito em sufrágio universal                                                             |
| 11 | Aluizio Carlos Corrêa (São João da Barra, 10.05.1957–)           | Partido Liberal PL                           | 1° de janeiro de 2005                            | 31 de dezembro de 2008  | Prefeito reeleito em sufrágio universal |                                                                                                   |
| 12 | Reginaldo dos Santos Quinta (Presidente Kennedy, 20.02.1956–)    |                                              | Partido Trabalhista Brasileiro PTB               | 1° de janeiro de 2009   | 19 de abril de 2012                     | Prefeito eleito em sufrágio universal, posteriormente preso e cassado junto com o vice-prefeito.  |
| —  | Jardeci de Oliveira Terra, Jarde Terra (Itapemirim, 09.02.1947–) |                                              | Partido do Movimento Democrático Brasileiro PMDB | 20 de abril de 2012     | 5 de julho de 2012                      | Presidente da Câmara no cargo interinamente                                                       |
| —  | Lourival Lima do Nascimento                                      |                                              | Partido Socialista Brasileiro PSB                | 6 de julho de 2012      | 31 de dezembro de 2012                  | Promotor de Justiça aposentado, assume como Interventor nomeado pelo Governador Renato Casagrande |
| 13 | Amanda Quinta Rangel (Itapemirim, 24.02.1989–)                   |                                              | Partido Trabalhista Brasileiro PTB               | 1° de janeiro de 2013   | 31 de dezembro de 2016                  | Prefeita eleita em sufrágio universal                                                             |
| 13 | Amanda Quinta Rangel (Itapemirim, 24.02.1989–)                   | Partido da Social Democracia Brasileira PSDB | 1° de janeiro de 2017                            | 31 de dezembro de 2020  | Prefeita reeleita em sufrágio universal |                                                                                                   |
| 14 | Dorlei Fontão da Cruz (São João da Barra, 20.01.1953–)           |                                              | Partido Social Democrático PSD                   | 1° de janeiro de 2021   | 31 de dezembro de 2024                  | Prefeito eleito em sufrágio universal                                                             |
| 14 | Dorlei Fontão da Cruz (São João da Barra, 20.01.1953–)           | Partido Socialista Brasileiro PSB            | 1° de janeiro de 2025                            | Atualidade              | Prefeito reeleito em sufrágio universal |                                                                                                   |